# Ivana Abramović
Ivana Abramović (ur. 3 września 1983 w Zagrzebiu) – chorwacka tenisistka. Jej siostra Marija również jest tenisistką.
Swoje starty w profesjonalnych zawodach rozpoczęła w 1998 roku, mając niespełna piętnaście lat, w kwalifikacjach do turnieju cyklu ITF w Makarska. Wygrała tam trzy pierwsze mecze ale w decydującym o awansie meczu do turnieju głównego przegrała ze Słowenką Petrą Rampre. W 1999 roku, dzięki dzikiej karcie wzięła udział w kwalifikacjach do turnieju WTA w Bol, ale przegrała w pierwszej rundzie. Startowała też wielokrotnie w kwalifikacjach do turniejów ITF, a pierwszym jej turniejem głównym tej rangi były zawody w Port Pirie, w Australii, gdzie dotarła do ćwierćfinału. W 2001 roku odniosła swój pierwszy sukces, wygrywając turniej deblowy ITF w Tajlandii. Pierwszy singlowy turniej wygrała w następnym roku w Rijece w Chorwacji, pokonując w finale Mervanę Jugić-Salkić. W sumie wygrała dwa turnieje singlowe i siedem deblowych rangi ITF.
W 2003 roku wystąpiła kilka razy w turniejach głównych WTA i zagrała w kwalifikacjach do turnieju wielkoszlemowego w Wimbledonie, w których pokonała w pierwszej rundzie Kanadyjkę Marie-Ève Pelletier. Rok 2006 przyniósł jej sukces w postaci wygranych kwalifikacji do Wimbledonu, gdzie pokonała takie tenisistki jak: Stéphanie Dubois, Petra Cetkovská i Stéphanie Cohen-Aloro. Odniosła tym samym największy swój sukces w karierze w występach wielkoszlemowych. W turnieju głównym trafiła jednak na późniejszą zwyciężczynię tego turnieju, ówczesną nr 1 światowego rankingu, Amélie Mauresmo i przegrała 6:0, 6:0.
Reprezentowała też swój kraj w rozgrywkach Pucharu Federacji.

## Wygrane turnieje singlowe
|    | Data       | Turniej | Kat. | ($)    | Naw.   | Finalistka           | Wynik         |
| 1. | 26/05/2002 | Rijeka  | ITF  | 10 000 | ziemna | Mervana Jugić-Salkić | 6:3, 6:3      |
| 2. | 02/06/2002 | Zadar   | ITF  | 10 000 | ziemna | Lenka Tvaroskova     | 2:6, 6:2, 7:5 |